# Scuola Stampacina
La Scuola Stampacina est l'une des écoles italiennes de peinture qui ont vu le jour pendant la Renaissance italienne à Cagliari en Sardaigne.

## Histoire
La Scuola Stampacina est une importante école de la peinture sarde, dont le nom provient de Stampace (it), un quartier historique  de Cagliari où les peintres de la famille Cavaro tenaient un atelier depuis le début du XVe jusqu'au début du XVIIe.

## Style
La scuola stampacina se positionne entre la peinture d'inspiration ibérique, les nouveautés de la Renaissance italienne et la peinture flamande.
Ses principaux membres ont été probablement en contact avec le milieu du premier maniérisme méridional, Pedro Fernandez, Andrea Sabbatini, Cesare da Sesto ; son style montre les influences de la culture figurative qui va du Pérugin à Raphaël.

## Principaux représentants
- Gioacchino Cavaro
- Pietro Cavaro
- Michele Cavaro
- Lorenzo Cavaro
- Pietro Raxis,
- Pietro Mainas

## Sources
- Voir bibliographie